# Abantis
Abantis is een geslacht van vlinders van de familie dikkopjes (Hesperiidae), uit de onderfamilie Pyrginae.

## Soorten
- A. bicolor (Trimen, 1864)
- A. bismarcki Karsch, 1892
- A. efulensis Holland, 1896
- A. eltringhami Jordan, 1932
- A. ja Druce, 1909
- A. leucogaster (Mabille, 1890)
- A. lucretia Druce, 1909
- A. maesseni Miller, 1971
- A. meneliki Berger, 1979
- A. nigeriana Butler, 1901
- A. paradisea (Butler, 1870)
- A. pseudonigeriana Usher, 1984
- A. rubra Holland, 1920
- A. tettensis Hopffer, 1855
- A. venosa Trimen, 1889
- A. zambesiaca (Westwood, 1874)